# تعلم بالمراقبة
التعلم بالمراقبة أو التعلم القائم على الملاحظة هو التعلم الذي يحدث من خلال مراقبة سلوك الآخرين. إنه شكل من أشكال التعلم الاجتماعي الذي يتخذ أشكالًا مختلفة، بناءً على عمليات مختلفة. في البشر، يبدو أن هذا الشكل من التعلم لا يحتاج إلى تعزيز ليحدث، ولكنه يتطلب بدلاً من ذلك نموذجًا اجتماعيًا مثل أحد الوالدين أو الأخ أو الصديق أو المعلم مع محيطه. خاصة في مرحلة الطفولة، النموذج هو شخص ذو سلطة أو مكانة أعلى في البيئة. في الحيوانات، غالبًا ما يعتمد التعلم القائم على الملاحظة على الإشراط الكلاسيكي، حيث يتم استنباط السلوك الغريزي من خلال مراقبة سلوك شخص آخر (مثل مهاجمة الطيور)، ولكن قد تشارك عمليات أخرى أيضًا.